# 画桥站
画桥站位于江西省鹰潭市余江县画桥镇，为皖赣铁路车站，距离火龙岗站514千米，距离贵溪站56千米。车站为三等站，办理列车通过、停靠作业，货运仅办理散堆装货物发送业务；每日有一对来往景德镇和南昌的旅客列车在该站办理通勤乘降业务。

## 概要
车站建于1969年，1980年7月1日开始客运业务。原车站设有通往江西中储粮余江直属库和省物资二库专用线，1989年省物资二库搬迁后货运量有所下降。2004年车站新建至黄金埠电厂的专用线，2005年8月16日通车:446。专用线开通后，车站日均调车在200辆左右。2011年车站应合福客运专线和沪昆客运专线的建设需大量工程土方，利用闲置货场开展当地河砂外运业务，车站货运量有所回升，车站等级亦由四等站升至三等站。
2010年，由余干县政府计划、利用电厂线修建余干铁路物流货场支线开工。该支线于2013年12月31日通车。但由于铁路和地方政府和企业间就利益分配问题未能达成一致，该专用线迟迟没有投入运营。余干铁路专用线最终于2018年5月18日启用。